# United National Front for Good Governance
Die United National Front for Good Governance (UNFGG, singhalesisch එක්සත් යහපාලන ජාතික පෙරමුණ, Tamil நல்லாட்சிக்கான ஐக்கிய தேசிய முன்னணி, „Vereinte nationale Front für eine gute Regierung“) ist eine am 12. Juli 2015 gegründete Parteienallianz in Sri Lanka unter Führung der United National Party.

## Geschichte
Auslöser für die Gründung war die anstehende Parlamentswahl in Sri Lanka am 17. August 2015. Nachdem der Wahltermin Ende Juli 2015 bekanntgegeben war, erklärte die UNP, eine der beiden großen politischen Parteien in Sri Lanka (neben der SLFP), einen Wahlkampf alleine ohne Koalitionspartner bestreiten zu wollen. Sie besann sich dann aber anders und nahm Gespräche mit kleineren Parteien auf. Am 5. Juli 2015 gab die singhalesisch-buddhistische Jathika Hela Urumaya (JHU) ihren Austritt aus der United People’s Freedom Alliance (UPFA)-Koalition, der sie bisher angehört hatte, bekannt. Sie kündigte an, im Rahmen einer anderen politischen Allianz bei den kommenden Wahlen kandidieren zu wollen. Am 10. Juli 2015 erklärte der Sri Lanka Muslim Congress (SLMC), dass er bei der kommenden Wahl die UNP unterstützen wolle. In den Wahlkreisen Batticaloa und Trincomalee betritte UNP und SLMC unter einem gemeinsamen Wahlsymbol, dem Baum, den Wahlkampf. Im Wahlkreis Vanni trat der SLMC alleine an und in den Wahlkreisen (Distrikten) Puttalam, Kalutara, Kurunegala, Kandy, Digamadulla (= Distrikt Ampara) und Gampaha traten die SLMC-Kandidaten unter dem Wahlkampfsymbolen der UNP an.
Die neue gemeinsame Allianz wurde am 12. Juli 2015 in Temple Trees, der Residenz der Premierminister in Colombo mit einer gemeinsamen Erklärung von Vertretern der United National Party (UNP), der JHU, sowie Dissidenten aus der Sri Lanka Freedom Party (SLFP) unter dem Namen United National Front for Good Governance (UNFGG) offiziell gegründet. 
Die Tamil Progressive Alliance, die am 3. Juli 2015 durch Fusion von drei kleinen tamilischen Parteien (Democratic People’s Front, Workers National Front, Up-Country People’s Front) entstanden war, schloss sich ebenfalls der UNFGG an. Sprecher und Vorsitzender der UNFGG wurde der amtierende Premierminister und UNP-Vorsitzende Ranil Wickremesinghe.
Am 24. Juli 2015 gab die UNFGG ihr Wahlprogramm bekannt. Zentrale Punkte des Programms sind die Ankurbelung des Wirtschaftswachstums, Bekämpfung der Korruption, Bewahrung und Ausbau der Bürgerrechte, Investitionen in die Infrastruktur und Verbesserung des Bildungssystems. Sprecher der UNFGG erklärten, ein Hauptziel der Allianz sei die Konsolidierung der 100-Tage-Revolution, die mit der Amtsübernahme von Präsident Sirisena am 9. Januar 2015 eingeleitet worden sei. Bei der Parlamentswahl am 17. August 2015 gewann die UNFGG, die unter den Parteisymbolen der UNP antrat, 45,66 Prozent der Stimmen und 106 von 225 Parlamentssitzen und konnte so gestärkt die Regierung bilden.

## Zusammensetzung der UNFGG bei ihrer Gründung
- United National Party (UNP)
- Jathika Hela Urumaya (JHU)
- Sri Lanka Muslim Congress (SLMC)
- Tamil Progressive Alliance (TPA)